# الاتحادية الجزائرية لكرة القدم
الاتحادية الجزائرية لكرة القدم المعروفة بالفاف (من FAF، وهي اللفظة الأوائلية للاسم الفرنسي Fédération algérienne de football)، هي اللجنة المشرفة على كرة القدم في الجزائر. أُسِّسَت عام 1962، أصبحت عضوًا في الاتحاد الدولي لكرة القدم عام 1963 وفي الاتحاد الإفريقي لكرة القدم عام 1964. تُنَظِّم منتخبات الجزائر لكرة القدم، وكذا تشرف على تنظيم الدوريات عبر الرابطات الوطنية، رئيس الاتحاد الحالي هو وليد صادي الذي خلف جهيد عبد الوهاب زفيزف، وتضم الاتحادية الجزائرية أكثر من ألف نادٍ جزائريٍّ يلعب في مختلف الدوريات، وهو رقم قياسي عربي وإفريقي.

## المنافسات الأولى

### الرجال
- كأس الجمهورية الجزائرية
- كأس السوبر الجزائري
- كأس الرابطة الوطنية الجزائرية
- الرابطة الجزائرية المحترفة الأولى

### السيدات
- البطولة الوطنية الجزائرية للسيدات (القسم الأول)
- كأس الجمهورية الجزائرية للسيدات

## المنافسات الثانوية
- الرابطة الجزائرية المحترفة الثانية
- الرابطة الوطنية لكرة القدم هواة، (القسم الثالث)
  - مجموعة غرب
  - مجموعة وسط
  - مجموعة شرق
- بطولة ما بين الجهات (القسم الرابع)
  - مجموعة الغرب
  - مجموعة وسط - غرب
  - مجموعة وسط - شرق
  - مجموعة الشرق
- الرابطة الجهوية الأولى لكرة القدم (القسم الخامس)
  - الرابطة الجهوية لمنطقة وهران
  - الرابطة الجهوية لمنطقة الجزائر العاصمة
  - الرابطة الجهوية لمنطقة سعيدة
  - الرابطة الجهوية لمنطقة باتنة
  - الرابطة الجهوية لمنطقة البليدة
  - الرابطة الجهوية لمنطقة عنابة
  - الرابطة الجهوية لمنطقة ورقلة
  - الرابطة الجهوية لمنطقة قسنطينة
- البطولة الجزائرية الجهوية - المستوى الثاني (القسم السادس)
- البطولة الجزائرية الجهوية - المستوى الثالث (القسم السابع)

## المنتخبات

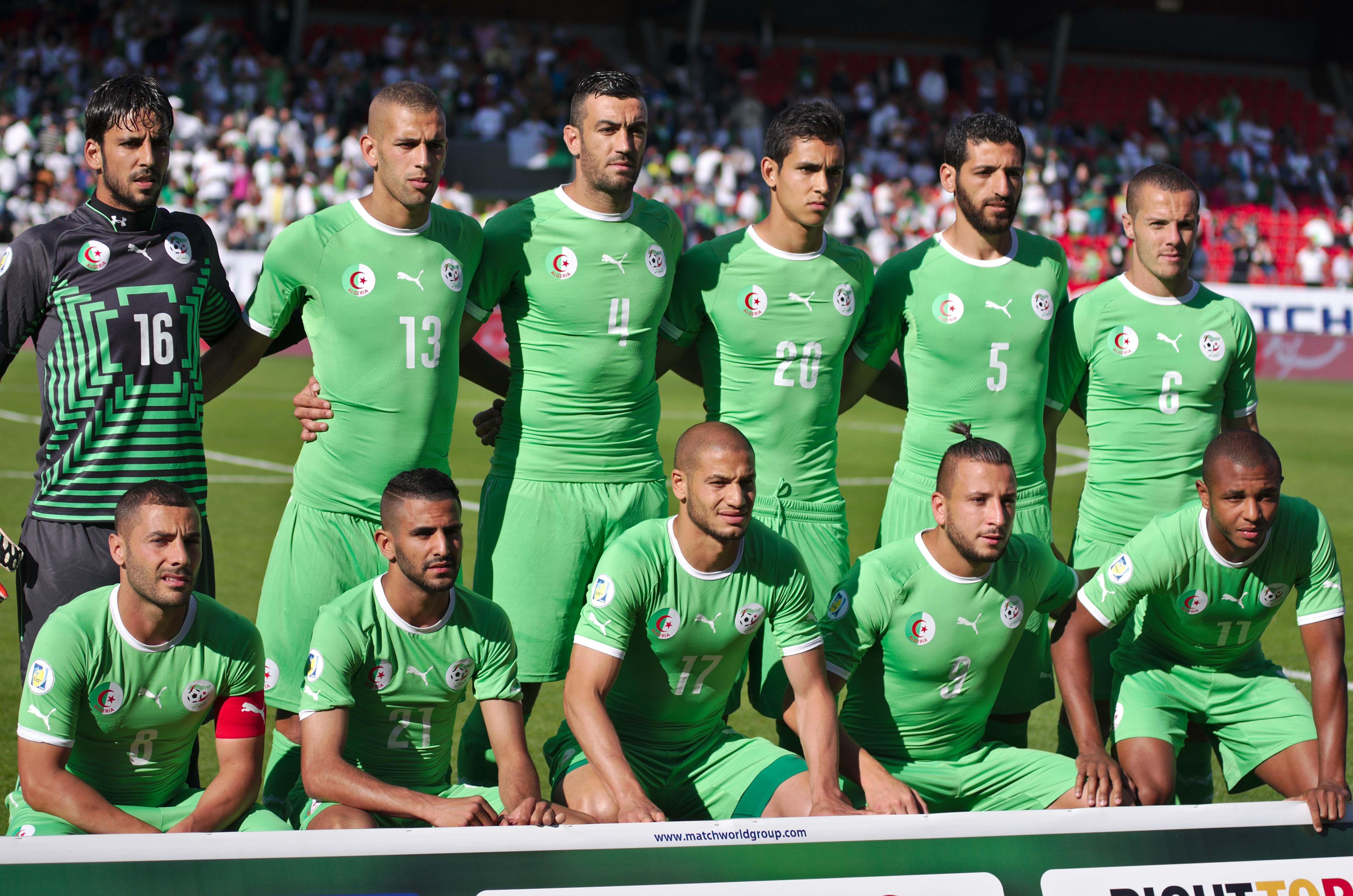
المنتخب الجزائري في كأس العالم 2014

- منتخب الجزائر (الأول)
- منتخب الجزائر للمحليين
- منتخب الجزائر الأولمبي
- منتخب الجزائر للشباب
- منتخب الجزائر للناشئين
- منتخب الجزائر للسيدات
- منتخب الجزائر للناشئات

## رؤساء الاتحادية
- محمد معوش، من أكتوبر 1962 إلى أكتوبر 1969 [1]
- بن اونيش مصطفى، من أكتوبر 1969 إلى جويلية 1973 [1]
- بن عدودة عمار، من جويلية 1973 إلى ماي 1975 [1]
- عبد النور بكا، من اوت 1975 إلى جانفي 1978 [1]
- لكارن بلعيد، من سبتمبر 1987 إلى أكتوبر 1988 [1]
- كزال عمار، من جويلية 1989 إلى نوفمبر 1992 [1]
- عيساوي ميلودي، من سبتمبر 1993 إلى جويلية 1994 [1]
- رشيد حرايق، من جويلية 1994 إلى جانفي 1995 [1]
- لعايب محمد، من اوت 1996 إلى ديسمبر 1996 [1]
- ديابي محمد، من نوفمبر 1997 إلى جوان 1999 [1]
- كزال عمار، من افريل 2000 إلى اوت 2001 [1]
- محمد روراوة، من نوفمبر 2001 إلى جانفي 2006 [1]
- حداج حميد، من جانفي 2006 إلى فيفري 2009 [1]
- محمد روراوة، من فيفري 2009 إلى فيفري 2017 [1]
- خير الدين زطشي، من مارس 2017 إلى 15 أبريل 2021.[1]
- شرف الدين عمارة من 15 أبريل 2021 إلى 31 مارس 2022[1]
- جهيد عبد الوهاب زفيزف من 2022 إلى سبتمبر 2023
- وليد صادي من سبتمبر 2023.

## الرعاة
- عقدت الاتحادية الجزائرية اتفاقيات مع ممولين عالميين ومحليين لتمويل المنتخبات والفرق الجزائرية بالعتاد والتمويل والإشهار، وتعتبر شركة الهاتف النقال موبيليس أكبر داعمي الاتحادية وهذه قائمة ممولي الاتحادية:
  -  موبيليس
  -  كيا الجزائر
  -  كوكاكولا
  - اديداس
  -  كوندور
  - مستشفى سبيتار

## وصلات خارجية
- الموقع الرسمي